# Романцево (городской округ Подольск)
Романцево — деревня в Подольском районе Московской области России. Входит в состав сельского поселения Лаговское (до середины 2000-х — Лаговский сельский округ).

## Население
Согласно Всероссийской переписи, в 2002 году в деревне проживало 32 человека (19 мужчин и 13 женщин). По данным на 2005 год в деревне проживало 33 человека.

## Расположение
Деревня Романцево расположена примерно в 13 км к югу от центра города Подольска. Вплотную к деревне расположен посёлок радиоцентра «Романцево». В километре к западу от деревне проходит Симферопольское шоссе, а в 4 километрах западнее расположена станция Львовская Курского направления МЖД.
В деревне расположена остановка «Романцево» автобуса № 42 (ст. Львовская — Романцево).

## История
Когда-то на месте деревни была барская усадьба графа Романцева. Для развлечения были сооружены пруды с дном из дубовых досок и одним деревянным мостом. Около прудов была высажена липовая роща. Граф имел также около 30 крепостных крестьян для которых он построил деревню. В советское время усадьба была разрушена. 1980-х годах попробовали почистить барские пруды, но почистили только один.